# Josef von Hunyady

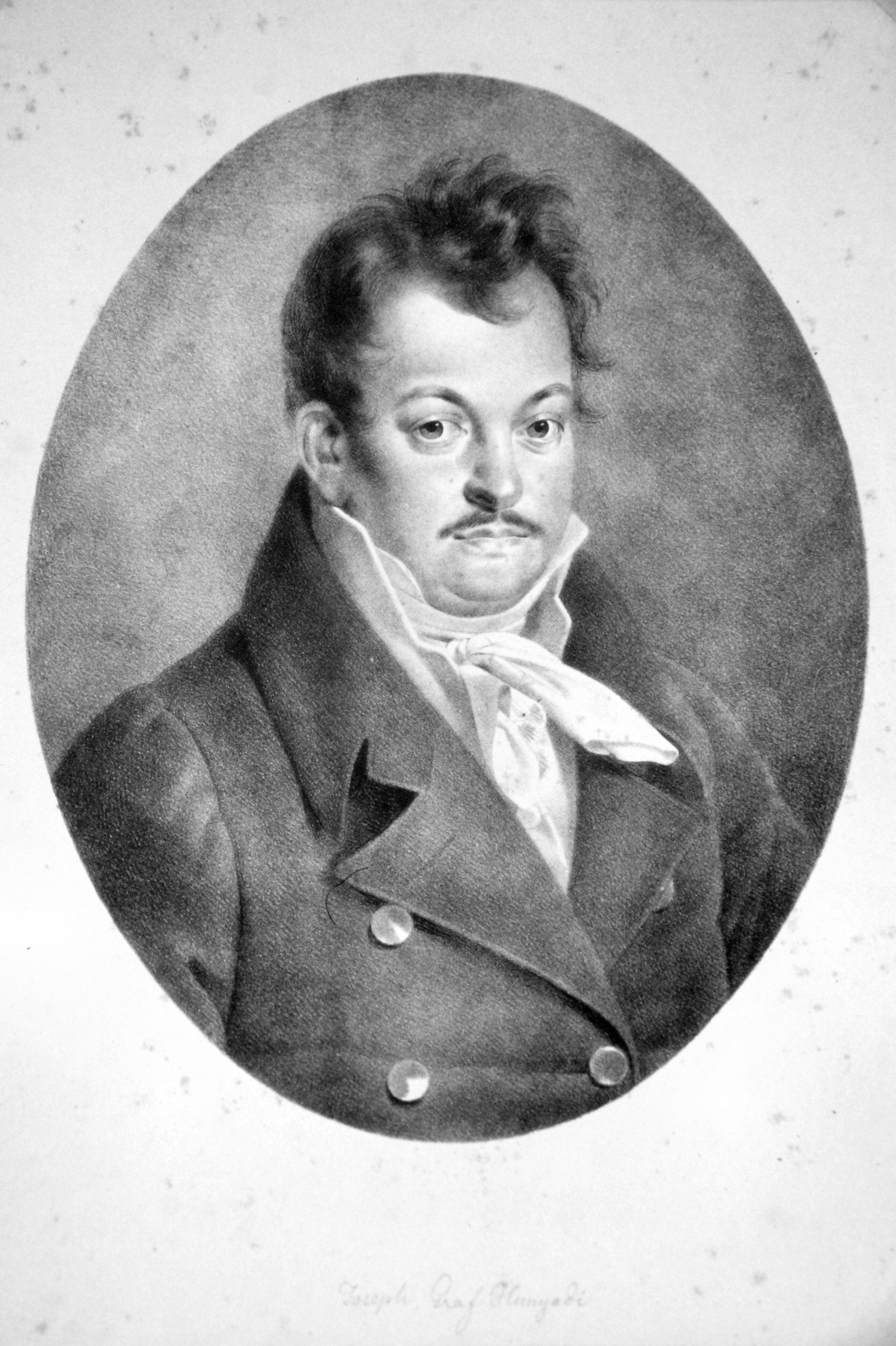
Josef Graf Hunyady, Lithographie von Josef Lanzedelly der Ältere, ca. 1835

József János Nepomuk Antal Zsigmond Graf Hunyady von Kéthely, kurz Josef Graf von Hunyady (* 13. Januar 1801 in Wien; † 9. März 1869 ebenda) war Erster Obersthofmeister am österreichischen Kaiserhof.

## Leben
Er war der Sohn des aus Ungarn stammenden János Hunyady de Kéthely (1773–1821), der 1792 in den ungarischen Grafenstand und 1797 in den Reichsgrafenstand erhoben worden war, und der Franziska Gräfin Pálffy de Erdõd (1772–1827). Hunyady war Erster Obersthofmeister am Hofe der Kaiserin Elisabeth von Österreich. Seine Tochter Karoline (1836–1907), spätere Ehefrau des Otto Graf von Walterskirchen, war eine Hofdame und enge Vertraute der jungen Kaiserin.
Hunyady heiratete am 1. Oktober 1825 in Wien Henriette Prinzessin von Liechtenstein († 1886), die Tochter des österreichischen Feldmarschalls Johann I. Josef von Liechtenstein (1760–1836) und der Josefa Gräfin zu Fürstenberg-Weitra (1776–1848).